# Griefstedt
Griefstedt – miejscowość i gmina w Niemczech, w kraju związkowym Turyngia, w powiecie Sömmerda, wchodzi w skład wspólnoty administracyjnej Kindelbrück.